# Ilanz/Glion
Ilanz/Glion (tyska/rätoromanska) är en stad och kommun i regionen Surselva i den schweiziska kantonen Graubünden. Staden ligger där floden Glenner/Glogn rinner ut i den större Vorderrhein/Rein Anteriur, och är centrum för förvaltning, marknad, sjukvård och utbildning i Surselva.
Den nuvarande kommunen inrättades 2014 genom att staden Ilanz (som officiellt använde endast det tyska namnet) jämte ett antal småkommuner runtomkring slogs samman till en ny kommun med det tysk-rätoromanska dubbelnamnet Ilanz/Glion. De kommuner som lades ihop med staden var Castrisch, Duvin, Ladir, Luven, Pigniu, Pitasch, Riein, Rueun, Ruschein, Schnaus, Sevgein och Siat. Redan 1978 hade Strada, Ilanz inkorporerats i kommunen Ilanz. Kommunen Ilanz/Glion har 5 030 invånare (2023).. Den tidigare kommunen Ilanz hade 2 431 invånare (31 december 2013).

## Staden Ilanz

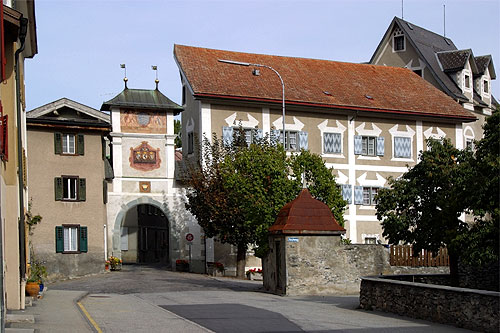
Obertor/Porta Sura, "övre porten", är en kvarleva av den gamla stadsmuren

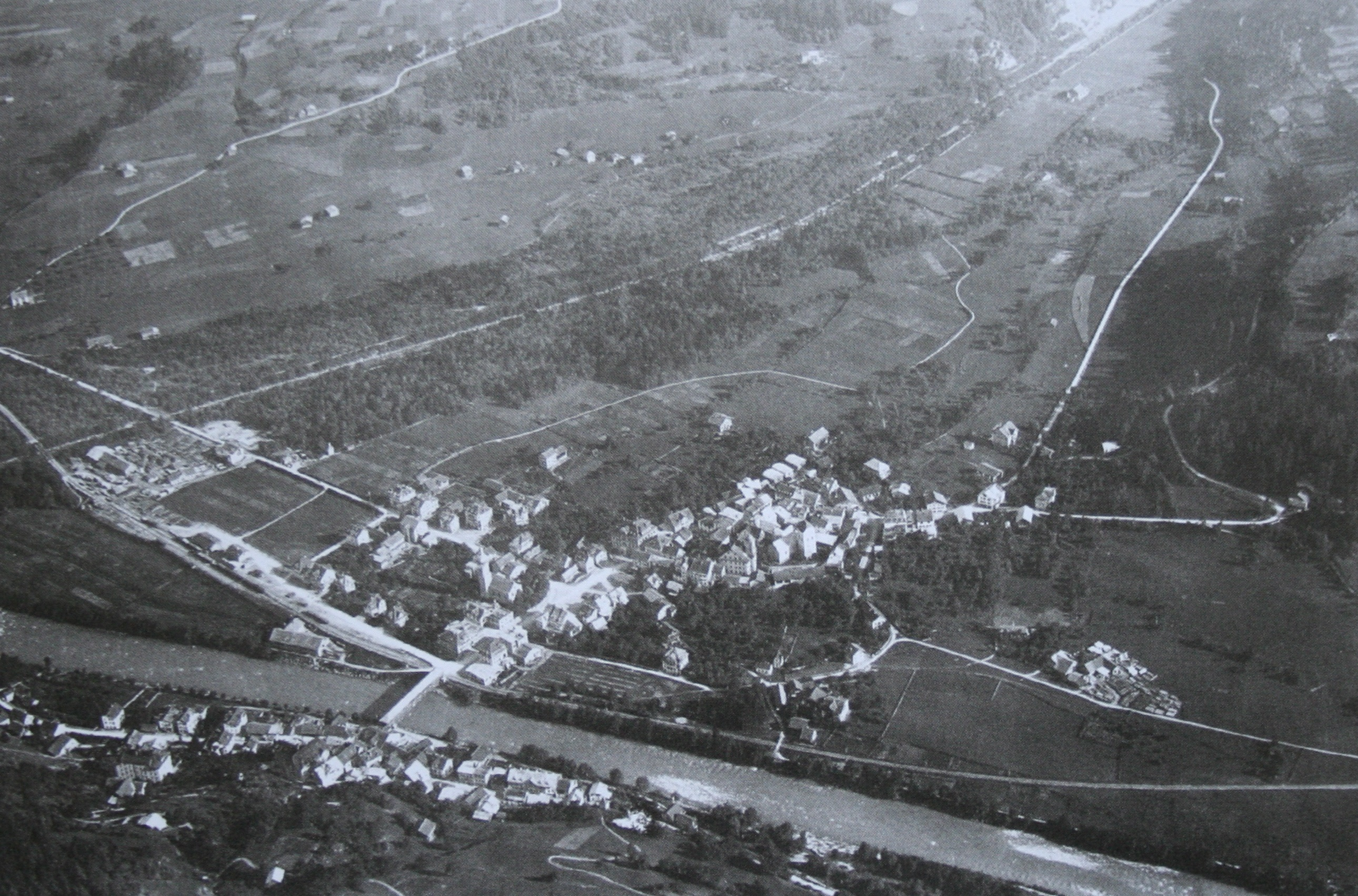
Ilanz år 1923

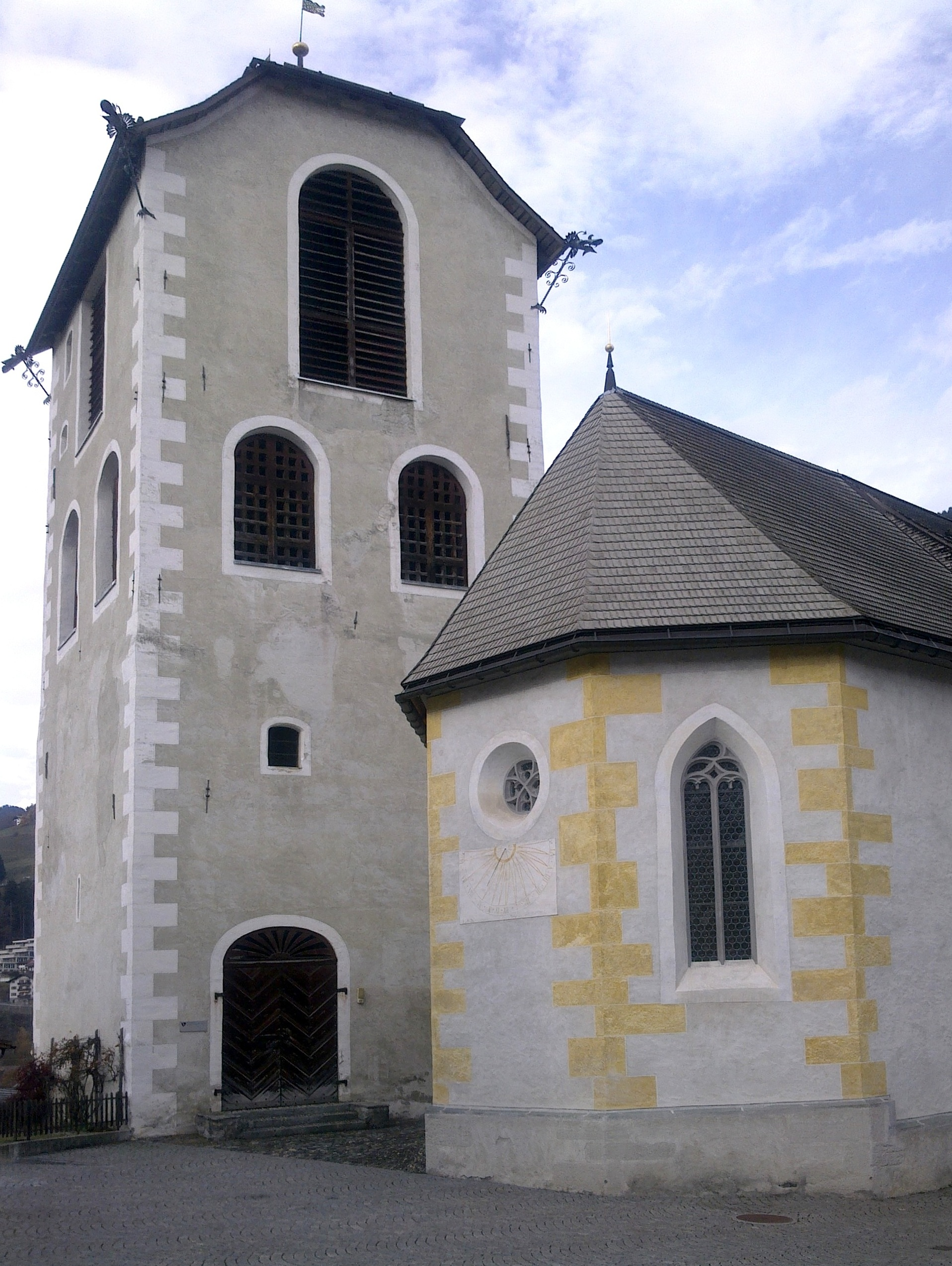
Den nuvarande S:ta Margaretakyrkan (reformert) i stadskärnan är byggd 1494, men det har funnits kyrka på samma plats åtminstone sedan år 765.

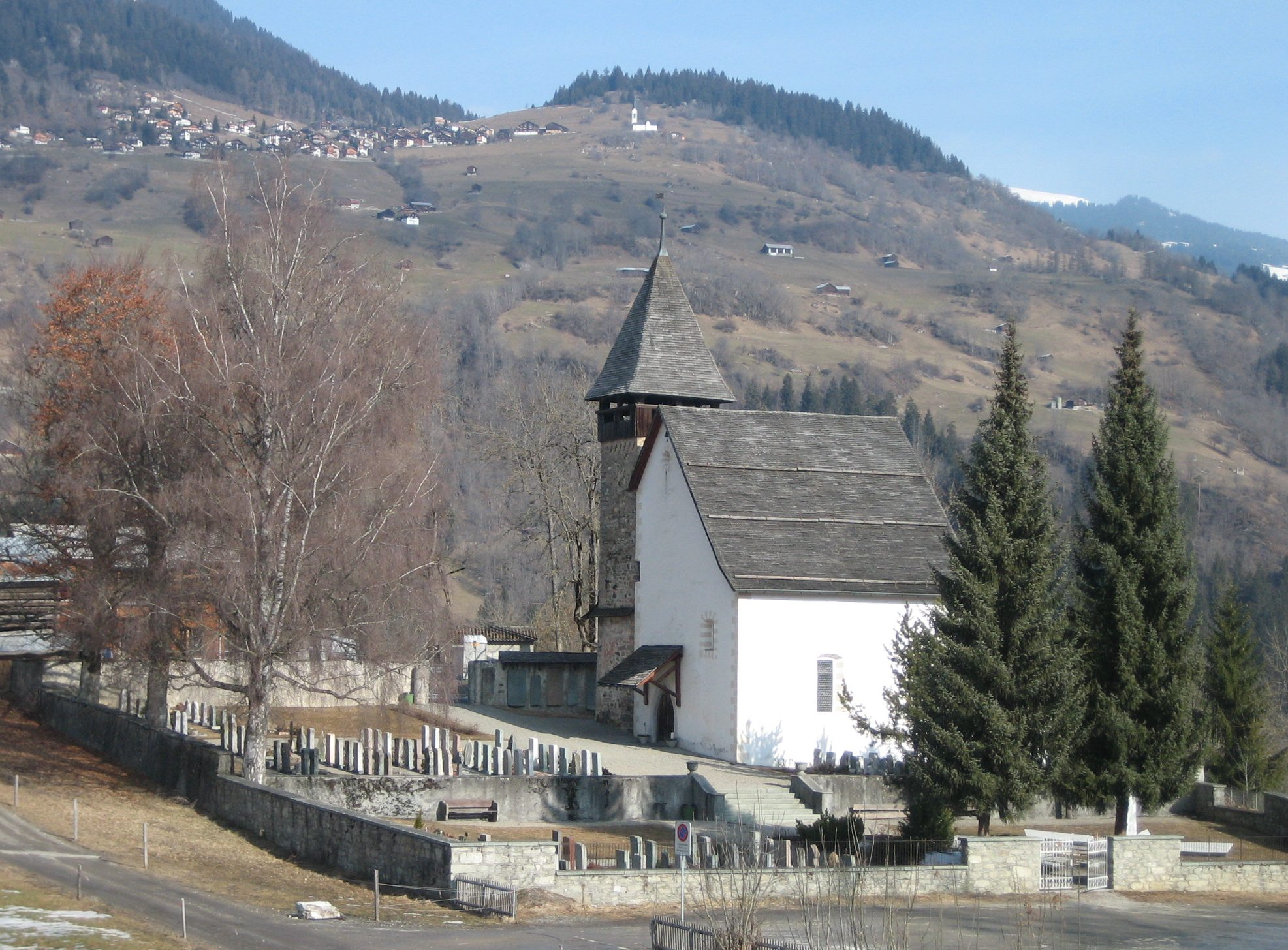
S:t Martinskyrkan (reformert) strax söder om centrum har funnits åtminstone sedan 765.

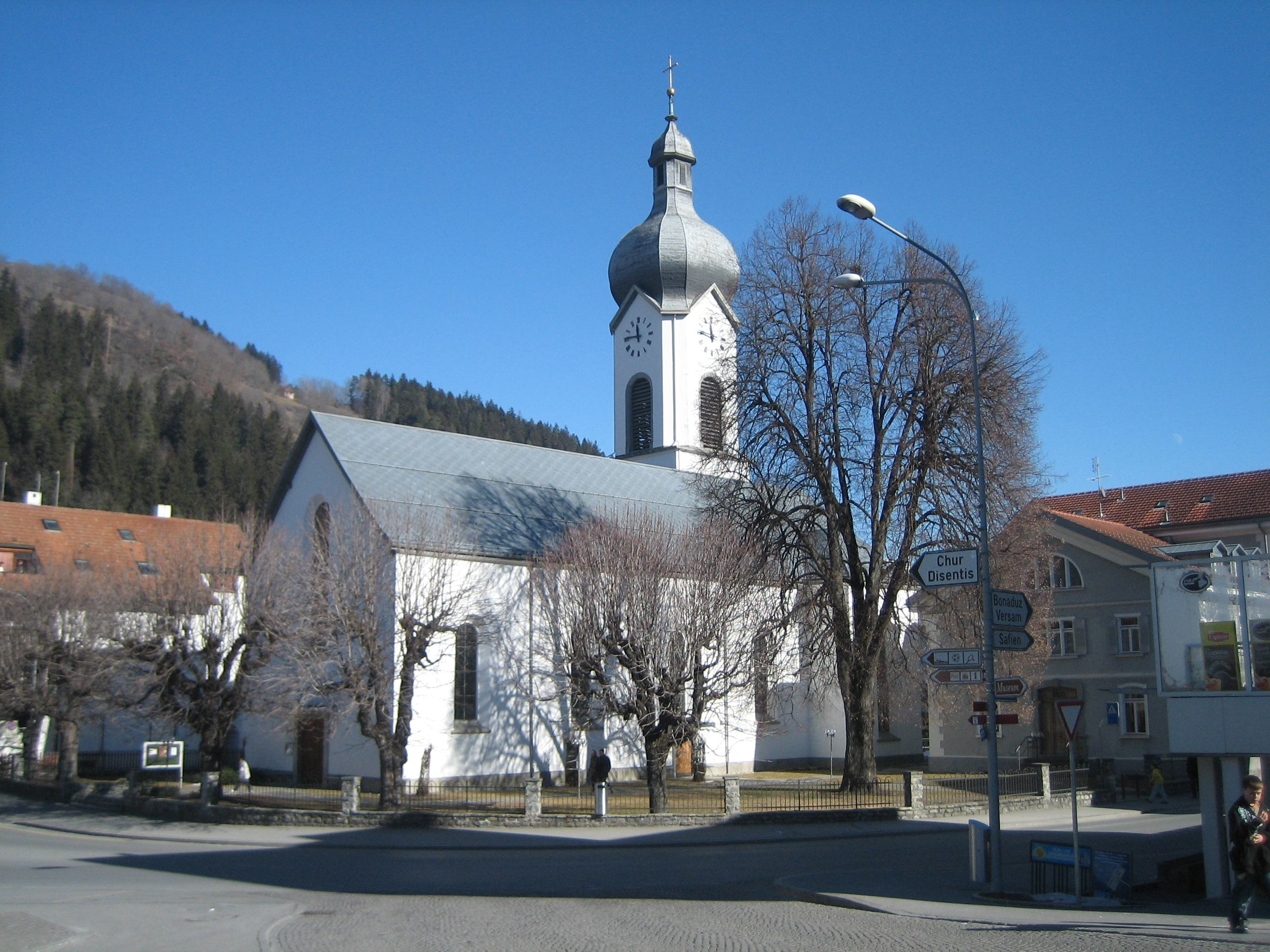
Katolska Marie Himmelsfartskyrkan, byggd 1879

### Namnet
I det äldsta kända skriftliga belägget från 765 kallas orten Iliande. Det är en rätoromansk form av ett äldre rekonstruerat keltiskt namn, *Itulanda ("kornlada").

### Historia
Ilanz nämns som ort första gången år 765, och omtalas som stad år 1289. Vid medeltidens början hade staden tre stadsdelar: Unter-Ilanz  (nuvarande Städtli, gamla stadskärnan) med S:ta Margaretakyrkan, på södra sidan av Vordrrhein, Ober-Ilanz med S:t Martinskyrkan 1 kilometer söder därom, samt S:t Nikolaus på norra sidan av Vorderrhein. Till en början var Ober-Ilanz centrum, men denna funktion gick så småningom över till Unter-Ilanz, och Ober-Ilanz övergavs som boplats.

### Religion
Vid reformationens införande i Graubünden (dåvarande fristaten Drei Bünde) spelade Ilanz en central roll. 1524 och 1526 fattades där två avgörande beslut, Die Ilanzer Artikel, som innebar att katolska kyrkan och biskopen i Chur förlorade det mesta av sin makt i området. Kyrkans beskattningsrätt minskades, och fråntogs sitt inflytande över de världsliga frågorna. Kyrkliga frågor skulle bestämmas lokalt i församlingarna, även huruvida den nya reformerta läran skulle införas eller om den gamla katolska skulle bestå. I staden själv antogs den reformerta läran.
Inflyttning av arbetskraft utifrån ledde till en allt större katolsk minoritet i befolkningen och grundandet av en katolsk församling som fick en egen kyrka 1879. Redan vid sekelskiftet 1900 var katolikerna lika många som de reformerta, och år 2000 var de tre gånger så många.

### Språk
Hela trakten har traditionellt varit behärskad av det rätoromanska språket, närmare bestämt det surselviska idiomet. I staden Ilanz har dock alltid en tyskspråkig minoritet funnits, vilken sedan har ökat sin andel, så att de tysktalande sedan andra världskrigets slut har varit i majoritet. Vid senaste folkräkningen (2000) uppgav hälften av stadens befolkningen att de använde rätoromanska till vardags, men endast en tredjedel hade det som huvudspråk. 

### Utbildning
Grundskolan i Ilanz, i vilken också elever från Schanus går, har varit tyskspråkig sedan 1833. 2008 inrättades dock tvåspråkiga klasser, där eleverna undervisas på både tyska och rätoromanska enligt språkbadsmetoden. Omkring en tredjedel av stadens elever går nu i dessa klasser. 
Förvaltningsspråket i staden har alltid varit tyska, medan det i småkommunerna har varit rätoromanska eller både rätoromanska och tyska. Den nya storkommunen Ilanz/Glion är officiellt tvåspråkig.

## De omkringliggande byarna

### Religion
Spåren av Ilanzer artikel syns än idag, då Graubünden mer än någon annan schweizisk kanton är en inte bara språklig utan även religiös mosaik. Inte minst gör sig detta gällande i byarna runt Ilanz, där reformerta och katolska församlingskyrkor ligger om varandra. Samexistensen mellan de bägge konfessionernas anhängare har långt ifrån alltid varit fredlig. Genom historien har åtskilliga konflikter uppstått, en del med våldsamma uttryck. 

#### Kyrkor
Norr om Vorderrhein:

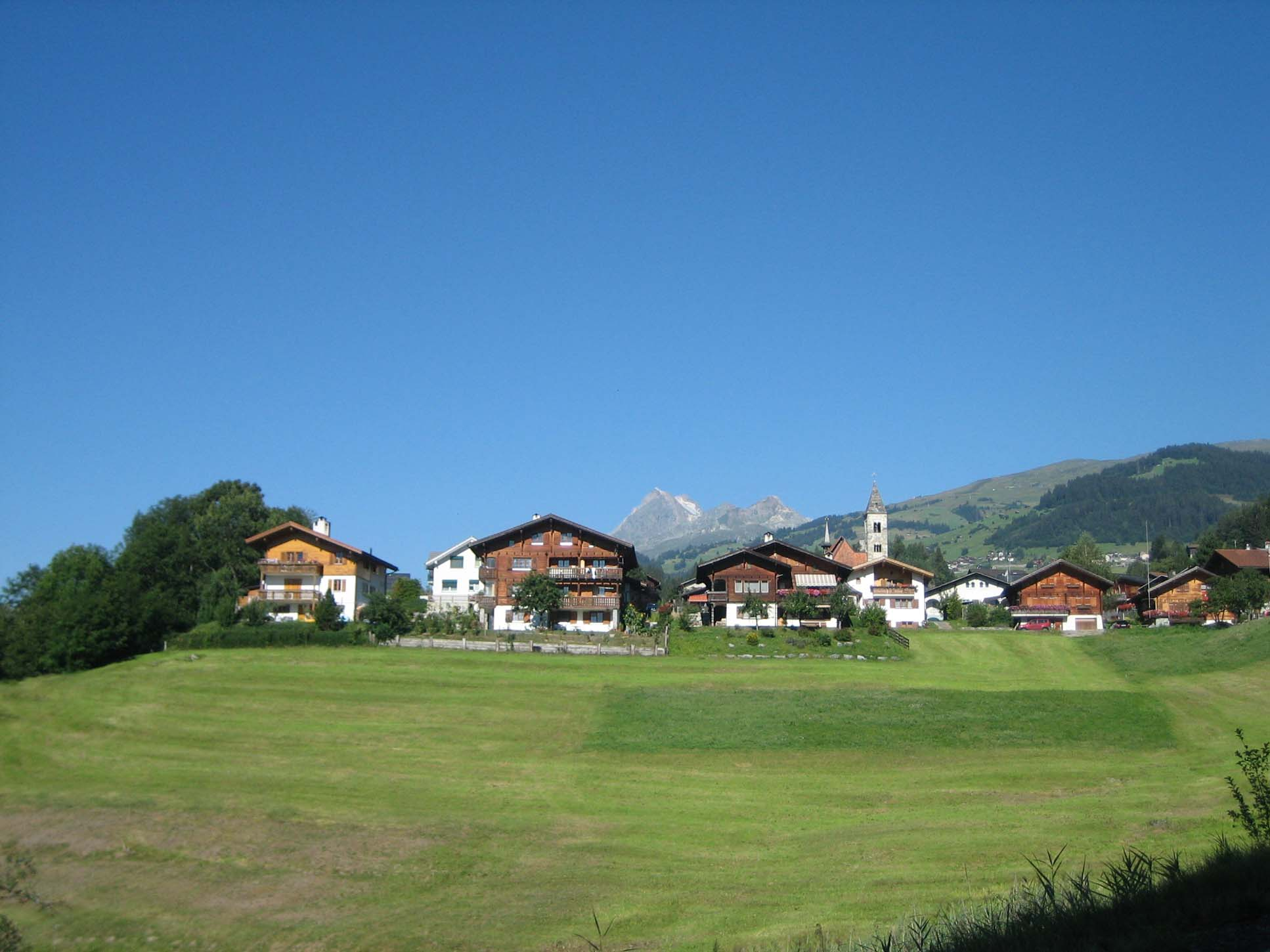
Rueun, katolsk
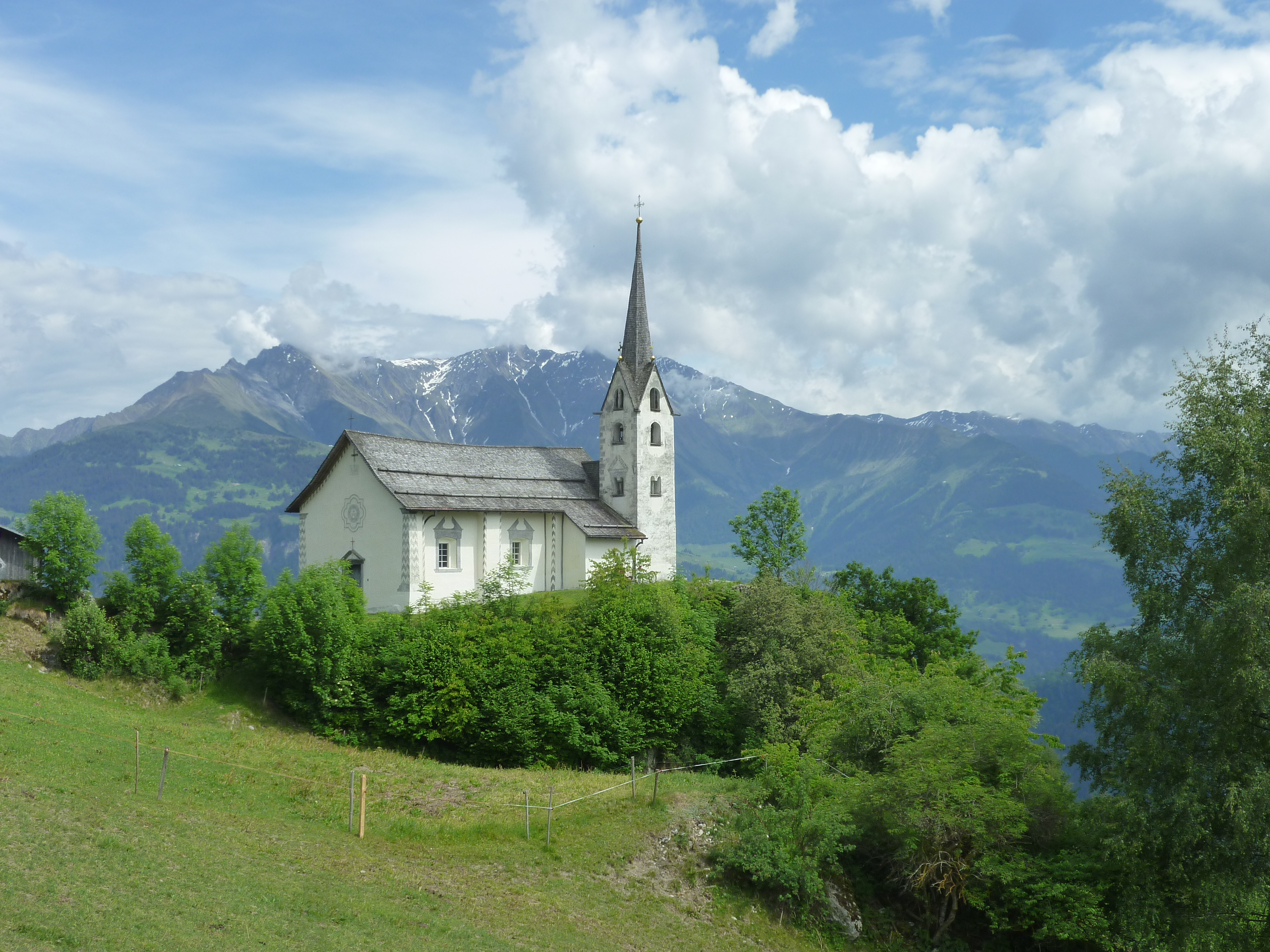
Siat, katolsk
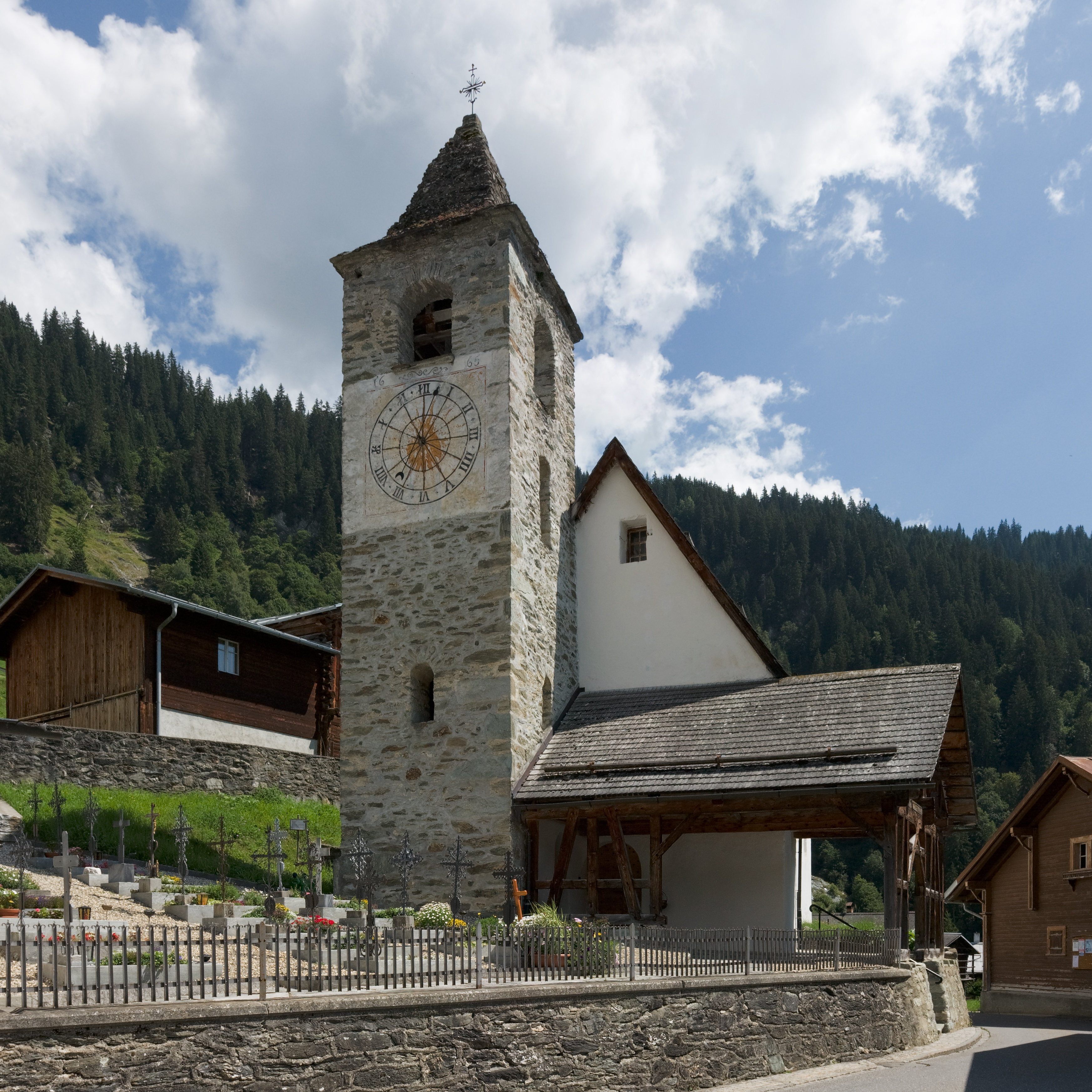
Pigniu, katolsk
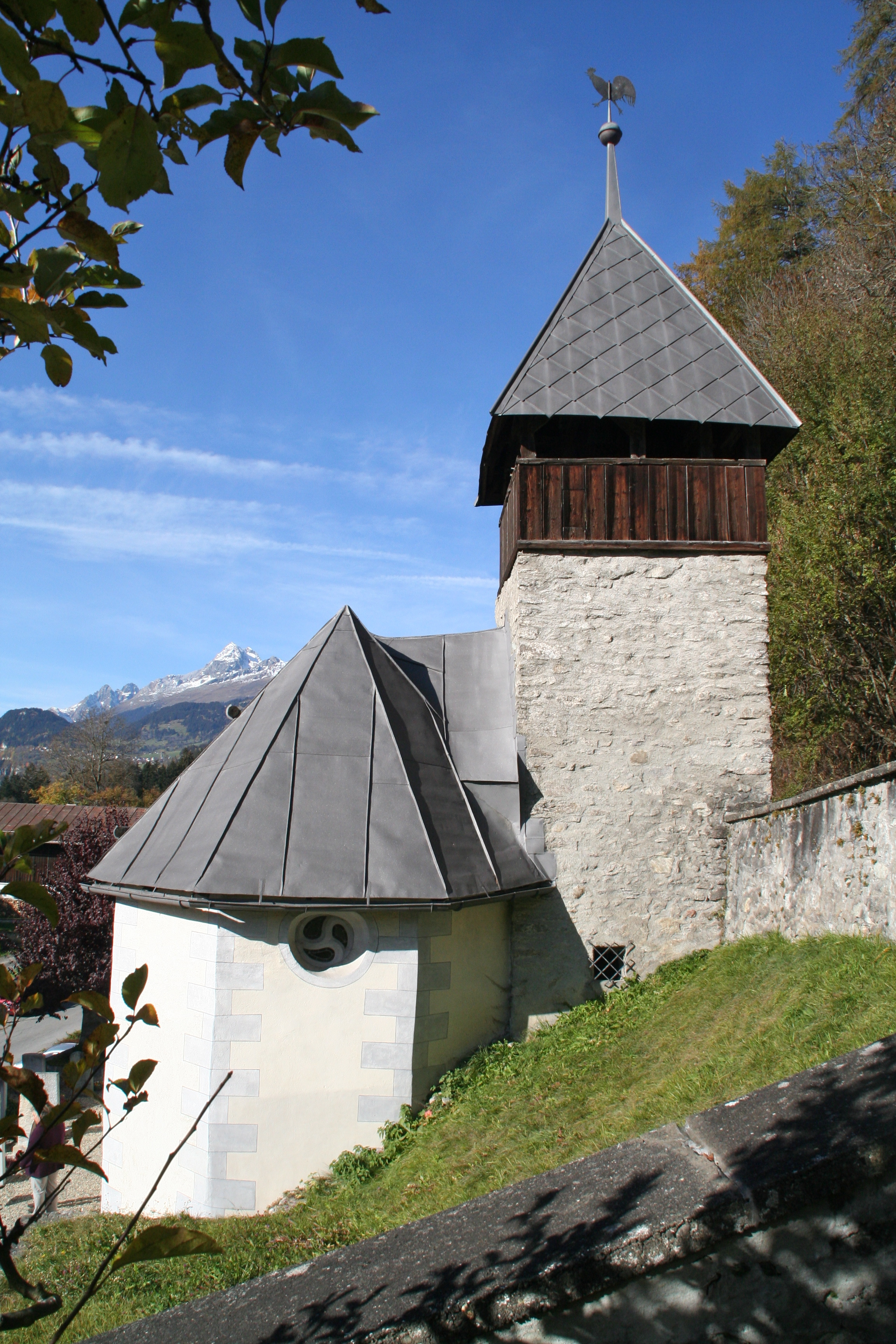
Schnaus, reformert
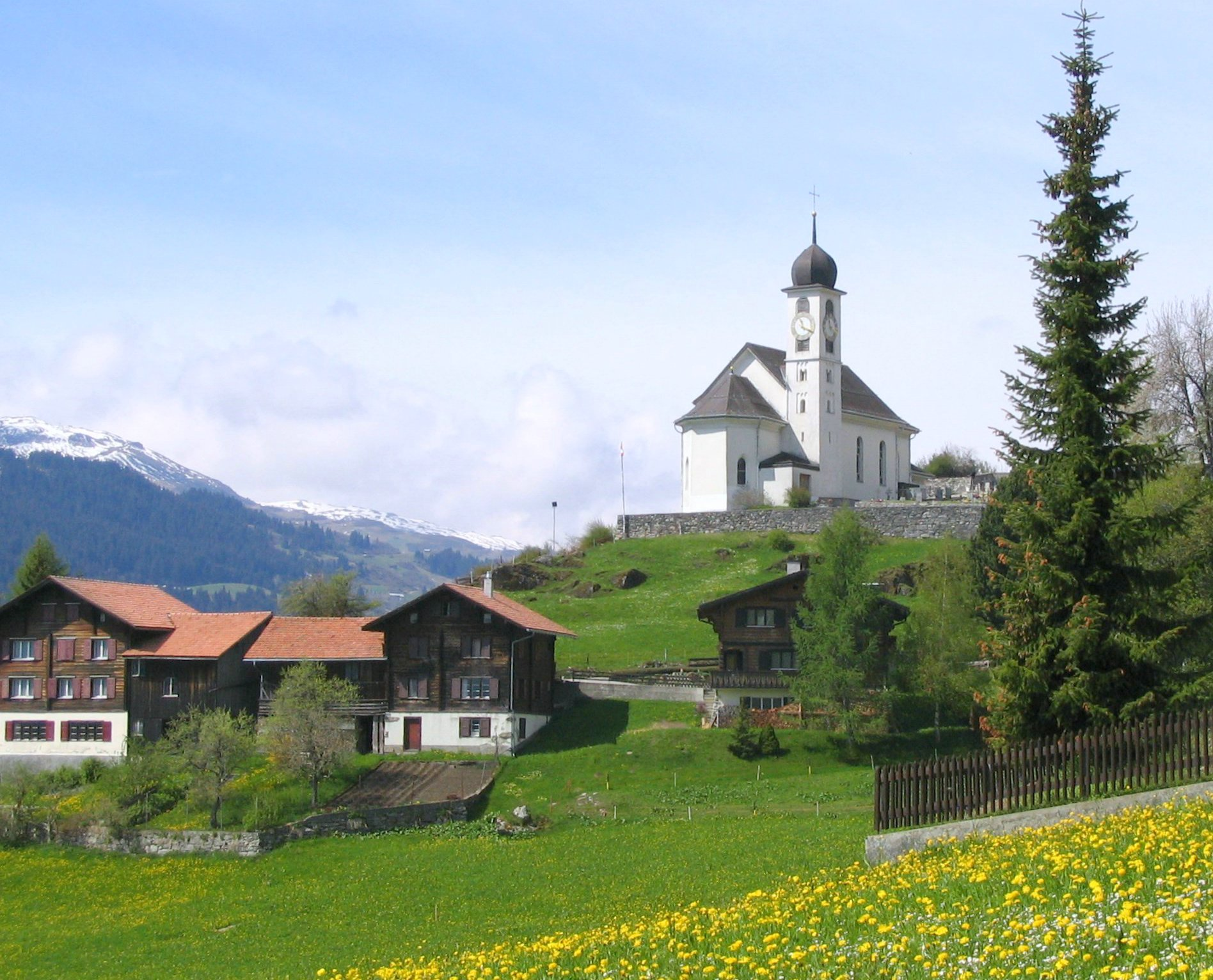
Ruschein, katolsk
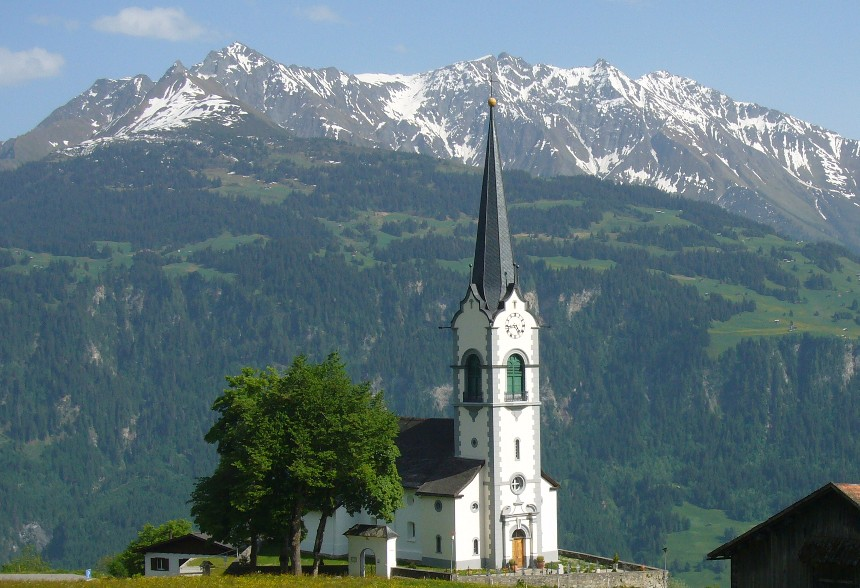
Ladir, katolsk

Söder om Vorderrhein:

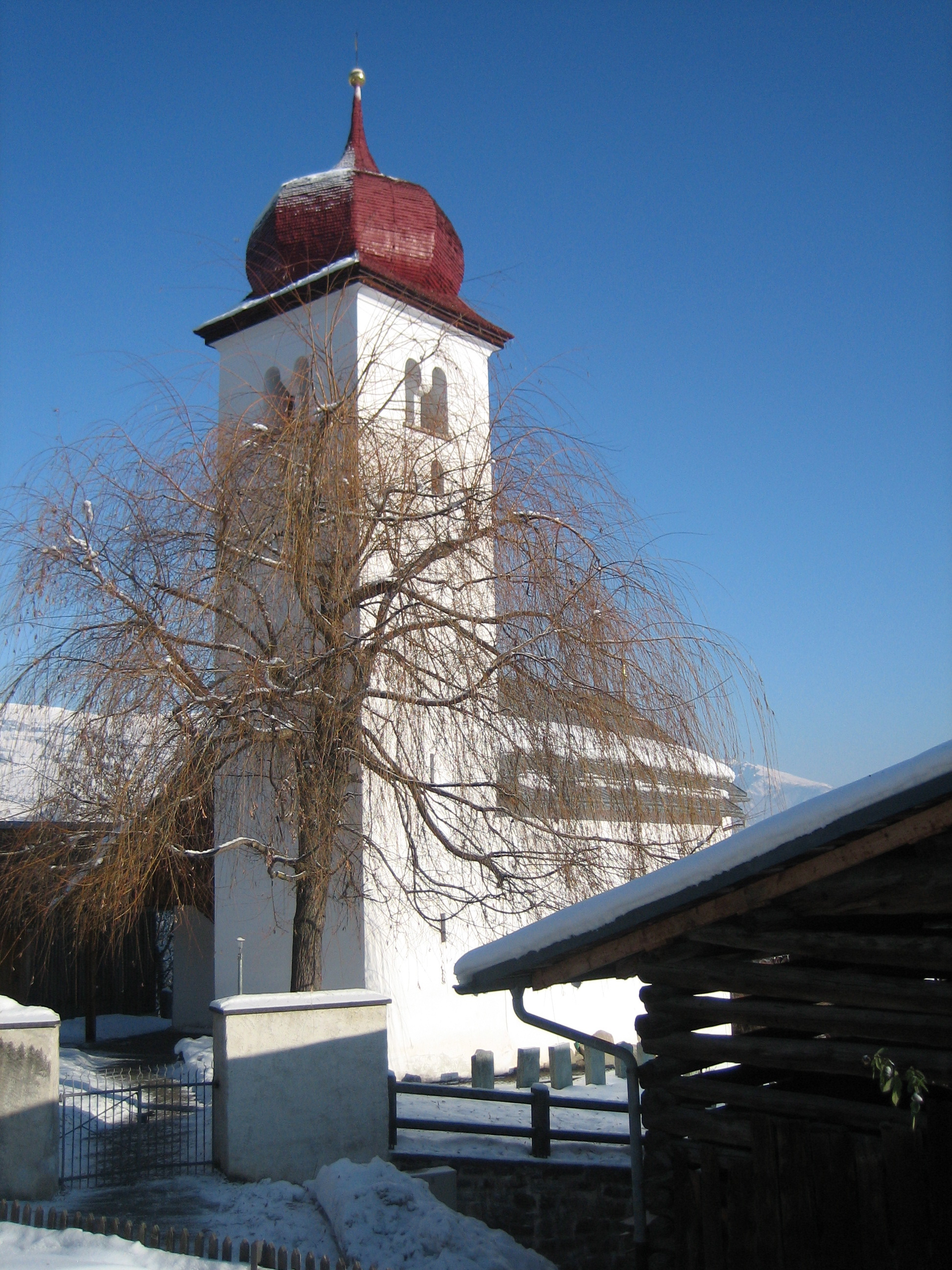
Luven, reformert
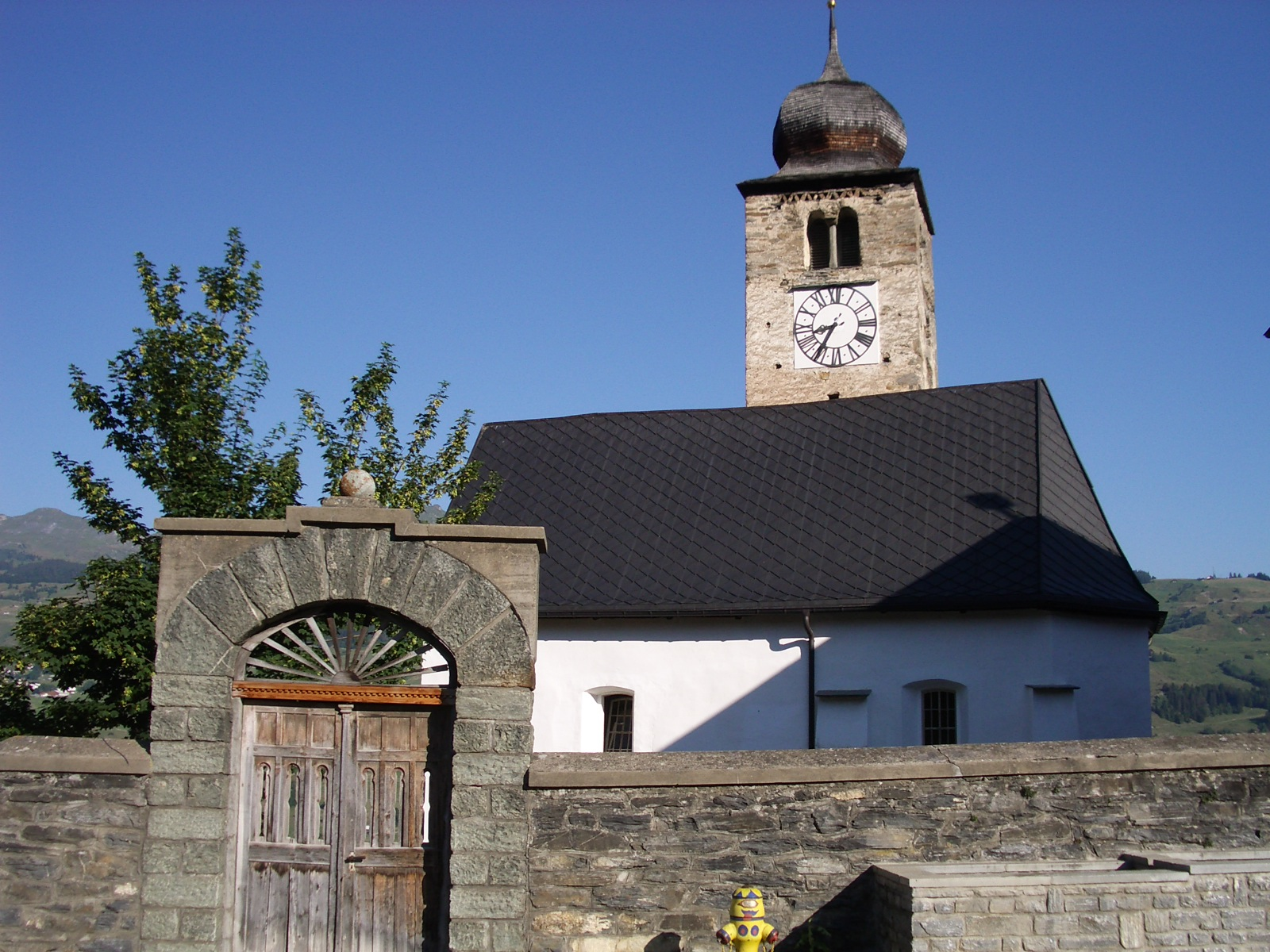
Duvin, reformert
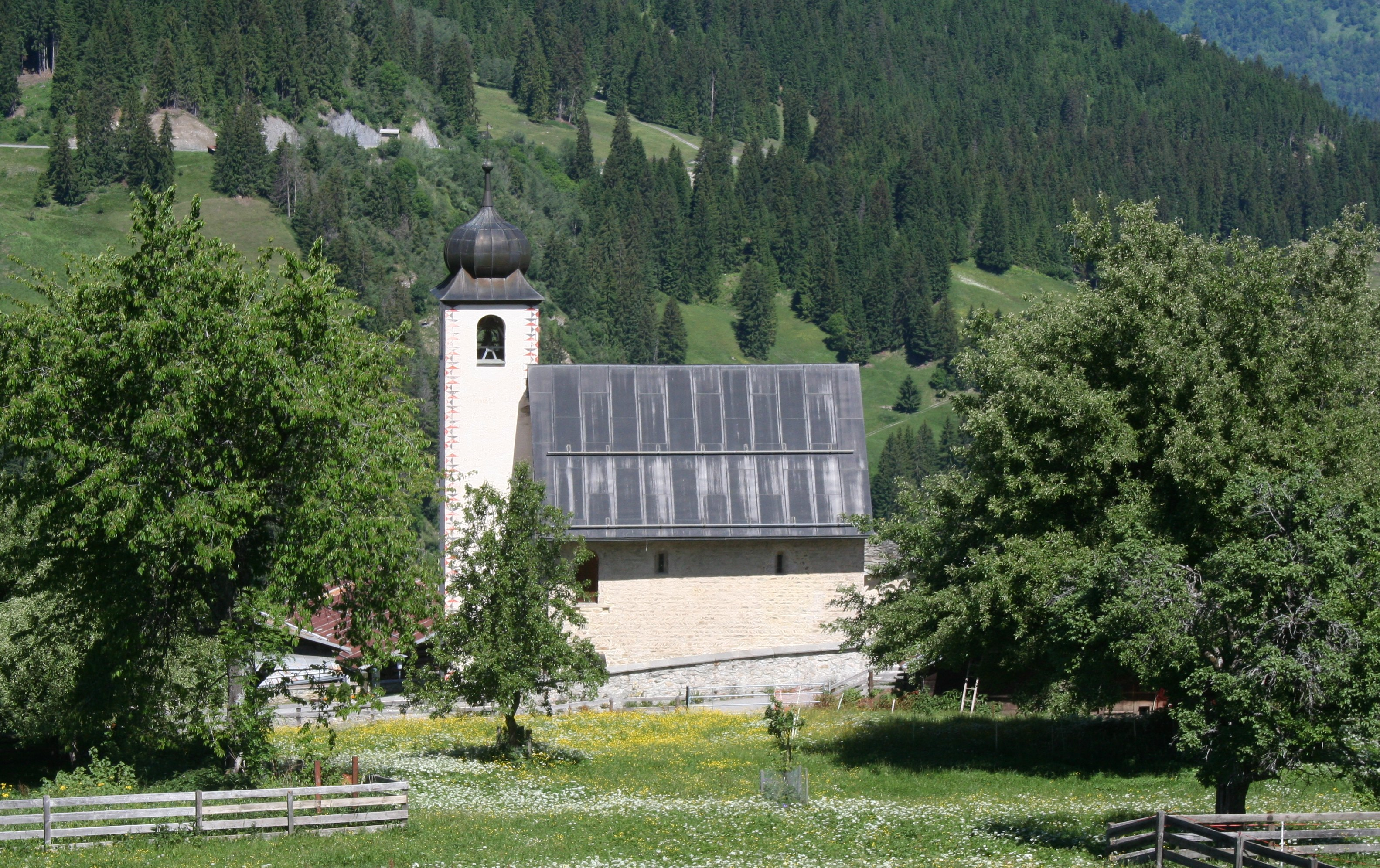
Pitasch, reformert
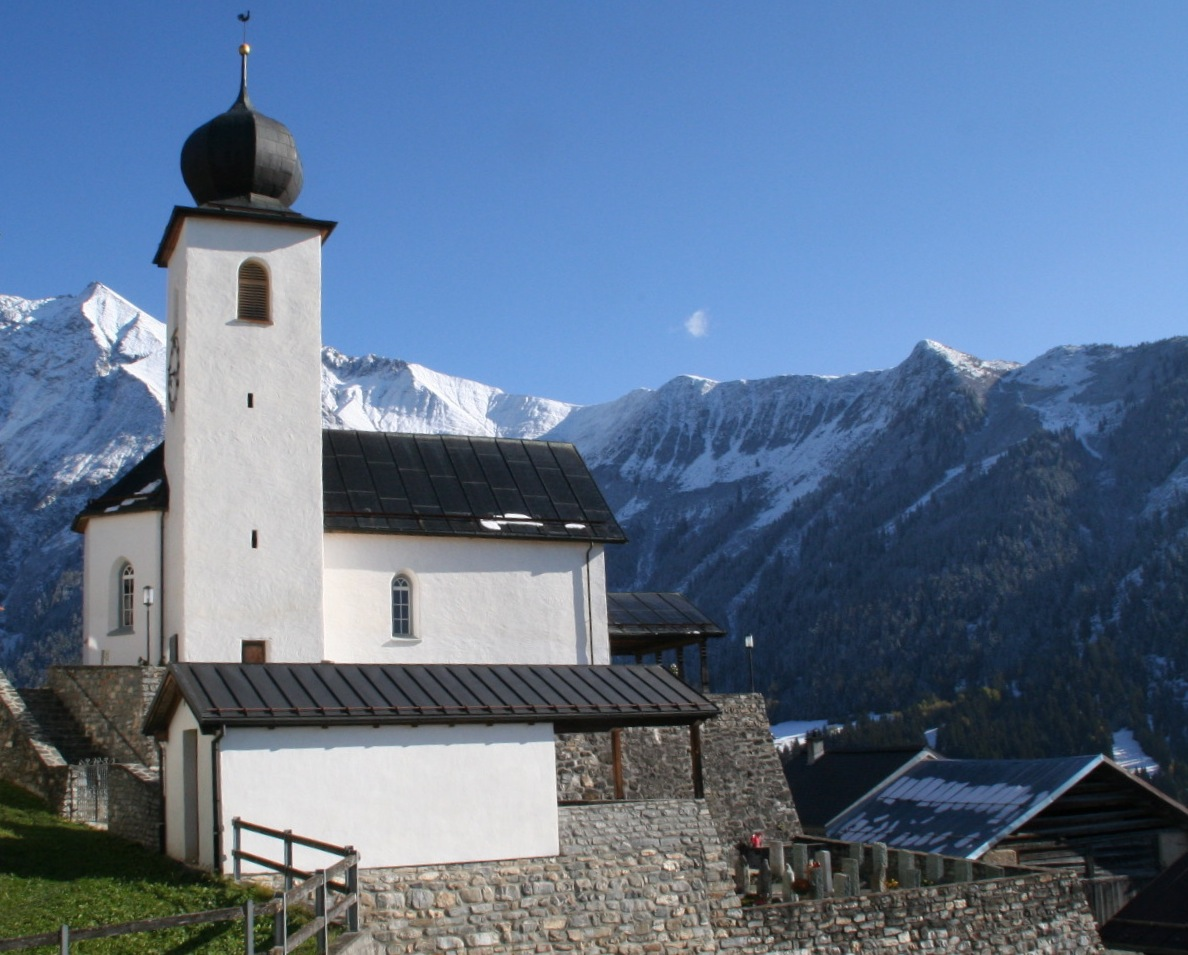
Riein, reformert
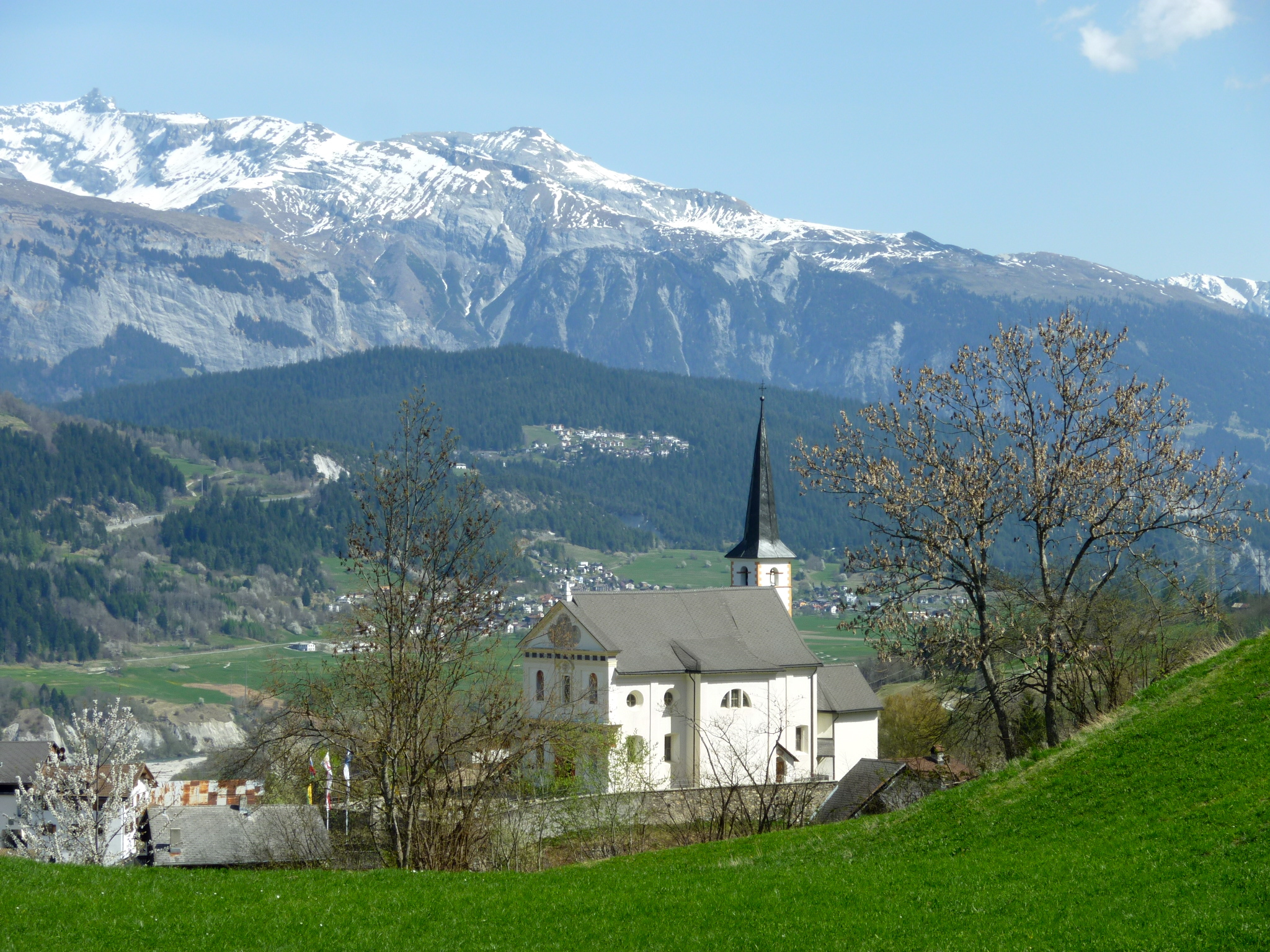
Sevgein, katolsk
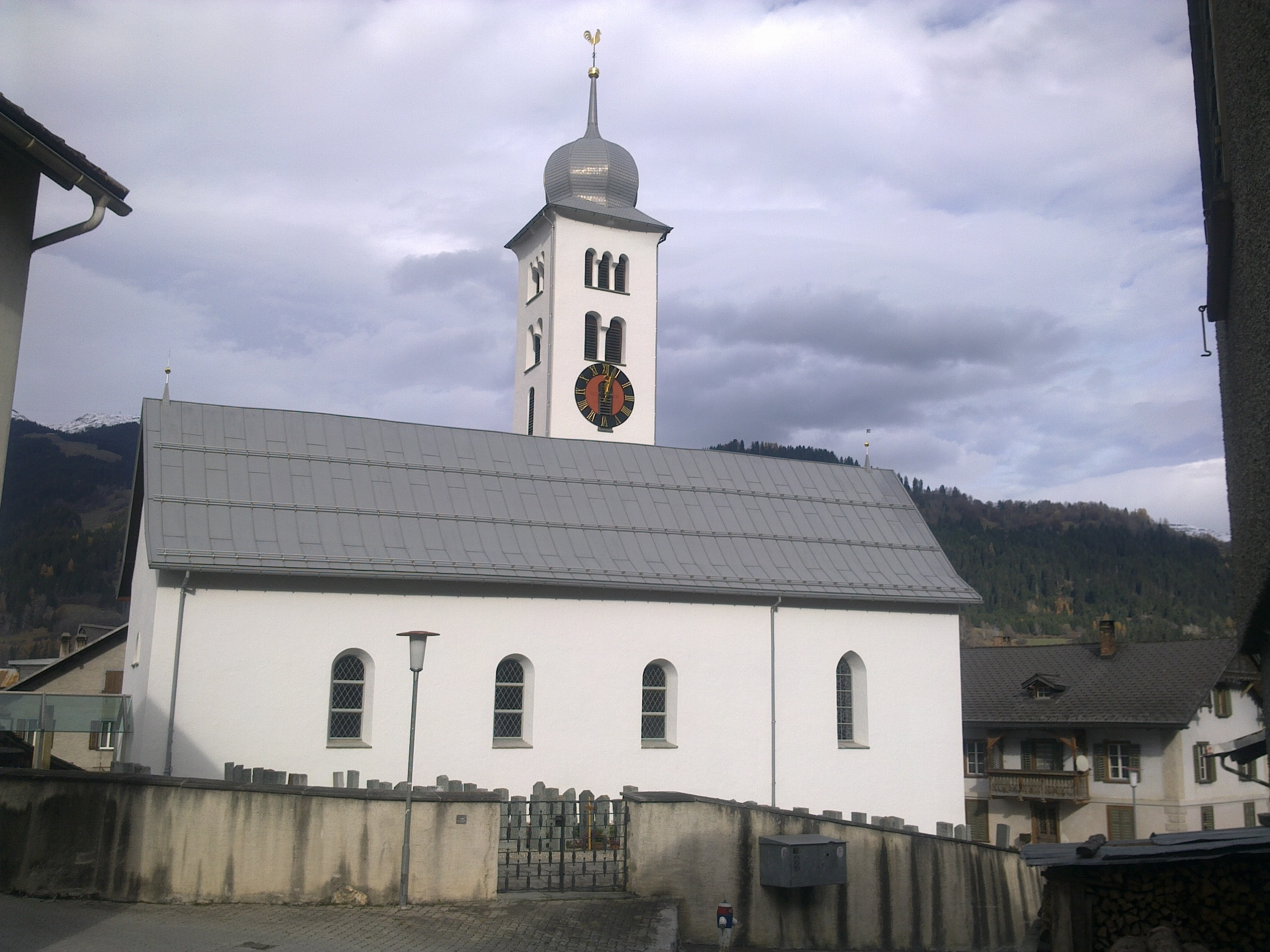
Castrisch, reformert

### Språk
I byarna runt omkring Ilanz har rätoromanskan varit helt dominerande långt in på 1900-talet, då tyska språket började vinna mark även där. I de byar som ligger närmast staden har numera närmare hälften av befolkningen tyska som huvudspråk, även om en stor del av dessa kan använda rätoromanska till vardags, medan de mer avlägsna byarna fortfarande har en stor majoritet av primärt rätoromanskspråkiga.

### Utbildning
I alla byskolor utanför staden är rätoromanska undervisningsspråk, med tyska som skolämne. Från och med årskurs 7 går de flesta landsbygdseleverna i skolan i Ilanz, där undervisningen i huvudsak är tyskspråkig.
I Rueun, med elever även från Siat och Pigniu (samt grannortena Andiast och Vuorz) bedrivs dock undervisning i alla grundskolans årskurser.

## Kända personer från Ilanz/Glion
- Corina Casanova, förbundskansler